# Thomas Faed

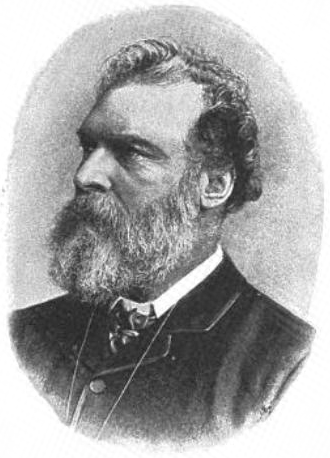
Thomas Faed

Thomas Faed (* 8. Juni 1826 in Gatehouse of Fleet, Kirkcudbrightshire, Schottland; † 17. August 1900 in London) war ein britischer Genremaler des Realismus.

## Leben
Faed der dritte Sohn von James Faed, einem Ingenieur und Mühlenbauer, und dessen Frau Mary McGeoch (* 28. Juni 1792) in Burley oder Barley Mill. Seine älteren Bruder waren John (1819/1820 – 22. Oktober 1902) und James Faed (4. April 1821 – 24. September 1911). Die Malerin Susan Bell Faed (1827–1909) war seine jüngere Schwester. Er hatte noch zwei weitere Brüder George Faed, der im Alter von einundzwanzig Jahren an der Schwindsucht starb und William Faed, der Farmer in Australien wurde.
Faed wurde zunächst in Castle Douglas zum Tuchmacher ausgebildet. Bald nach dem Tod seines Vaters folgte er 1843 seinem Bruder John nach Edinburgh und wurde sein Schüler. Er studierte anschließend bei William Allan und Thomas Duncan an der School of Design am Edinburgh College of Art, stellte zunächst Aquarelle in der Edinburgher Akademie aus und gewann unter anderem mit The old English Baron Auszeichnungen. Er wechselte zur Ölmalerei über.

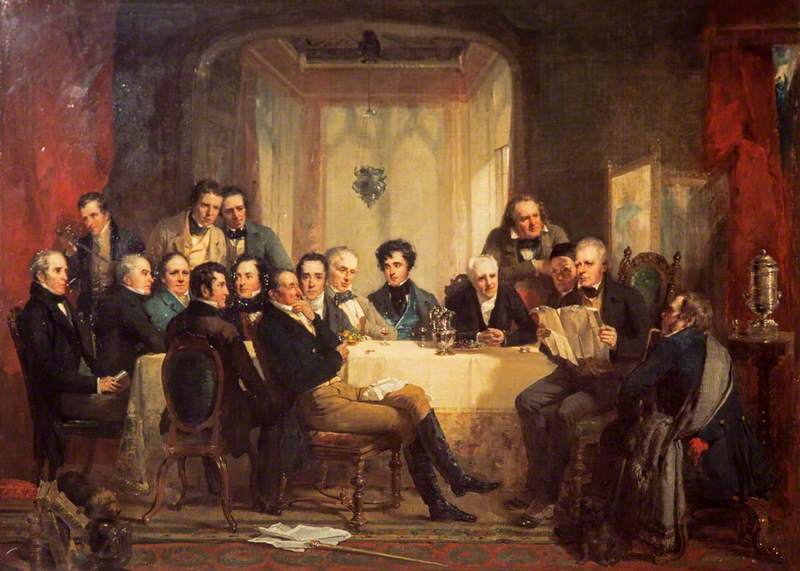
Sir Walter Scott and his Friends at Abbotsford

Mit dem Bild Scott und seine Freunde in Abbotsford (englisch Sir Walter Scott and his Friends at Abbotsford) erlangte er 1850 größere Bekanntheit. Es wurde von seinem Bruder James als Stich reproduziert. Im Jahr 1851 stellte Faed erstmals Werke in der Londoner Royal Academy of Arts aus und ließ sich 1852 dauerhaft dort nieder. Mit dem Bild The Mitherless Bairn („Das Waisenkind“ oder „Das mutterlose Kind“) begründete er 1855 endgültig seinen Ruhm als einer der populärsten Maler Englands. Bis 1894 stellte er jährlich in der Royal Academy aus. Er musste seinen Beruf aufgrund einer abnehmenden Sehkraft aufgeben und wurde 1893 auf die Liste der pensionierten Akademiker gesetzt.

## Familie
Faed vermählte sich mit Fanny (geborene Rantz), mit der er einen Sohn hatte:
- John Francis Faed (geboren um 1870) wurde Marinemaler.[6] ⚭ vor 1881 Mary Jane (geborene Burnaby), die zwei Totgeburten hatte.
  - Thomas Cecil Burnaby Faed (starb im Alter von sechs Jahren).
- Beatrice Annie Faed, trat in ihrer Jugend einem Zirkus bei, mit dem sie eine Tournee durch Afrika unternahm. ⚭ mit Frederick James Browell (1879–1949), den Pfarrer von Feltham, Middlesex.

Faed starb im Alter von 74 Jahren in seinem Haus in St. John’s Wood in London. Seine Werke wurden am 16. Februar 1901 bei Christie’s versteigert. Seine älteren Brüder, John und James überlebten ihn.

## Mitgliedschaften (Auswahl)
- 1849 Mitglied der Royal Scottish Academy
- 1861 zum Mitglied und 1864 zum Vollmitglied der Royal Academy of Arts
- 1875 wurde er Ehrenmitglied der Kaiserlichen Akademie Wien

## Werke (Auswahl)

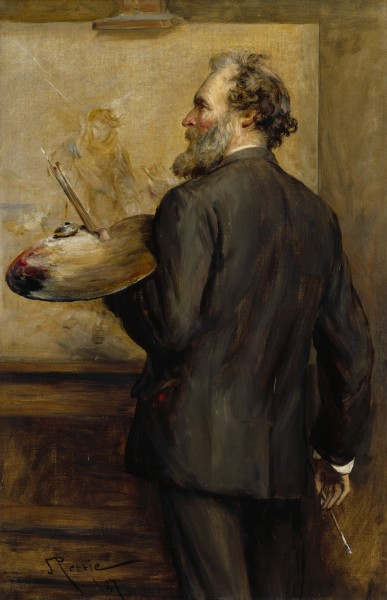
Porträt von Thomas Faed, John Pettie, Royal Academy of Arts, 1887

Faed hielt in seinen Werken insbesondere Szenen aus dem Volksleben des schottischen Hochlands und der Arbeiterklassen fest. Seine Darstellung abgebildeten Charaktere fand beim Publikum viel Beifall, die Kritiker bemängelten jedoch seinen zu zahmen und gleichmäßigen Stil und seine Farbwahl.
- Auld Robin Gray
- The first Step
- The Silken Gown, Faults on Both Sides und The Highland Mother (ausgestellt in der National Gallery of British Art)
- 1856: Home and the Homeless
- 1857: The First Break in the Family
- 1861: From Dawn to Sunset
- 1864: Baith Faither and Mither
- 1865: The Last of the Clan
- 1866: Ere Care begins
- 1871: A Wee Bit Fractious

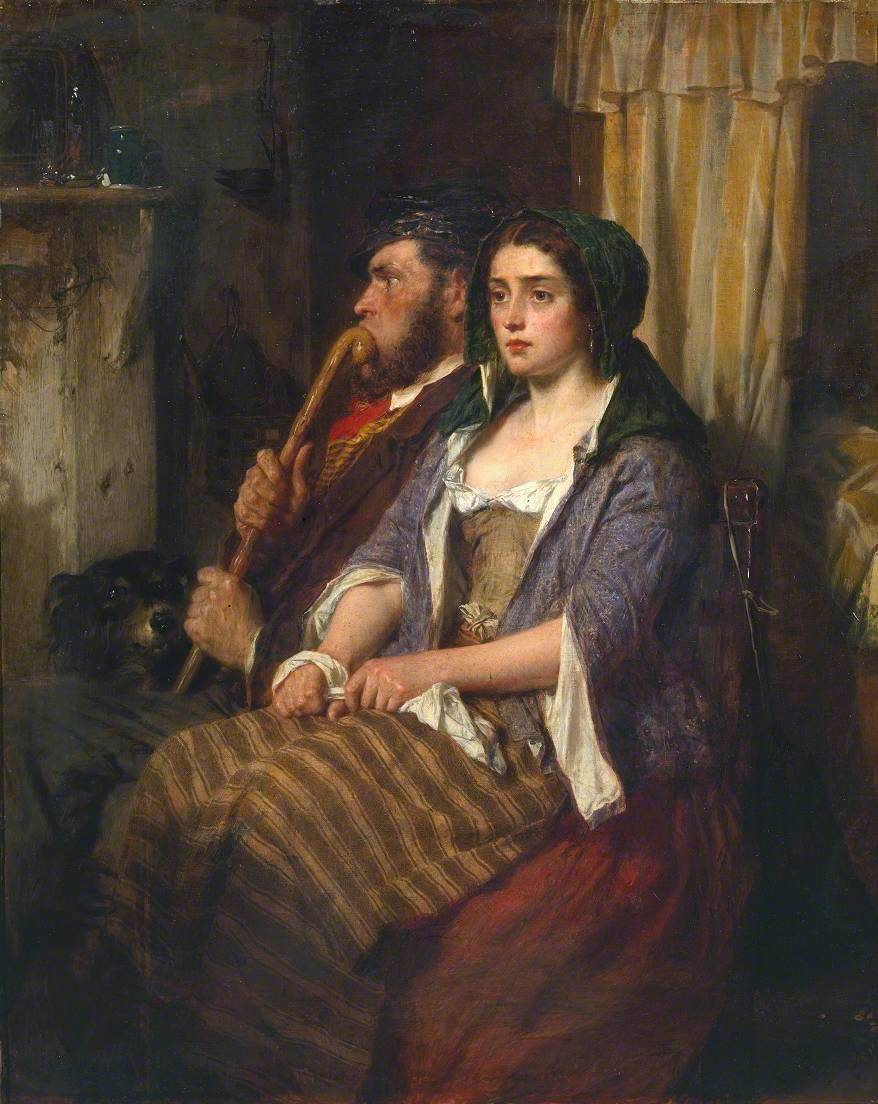
Faults on Both Sides
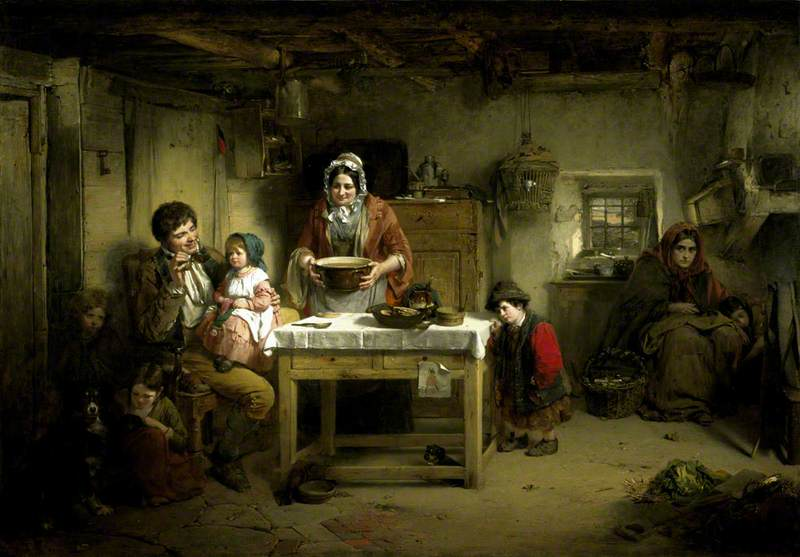
Home and the Homeless
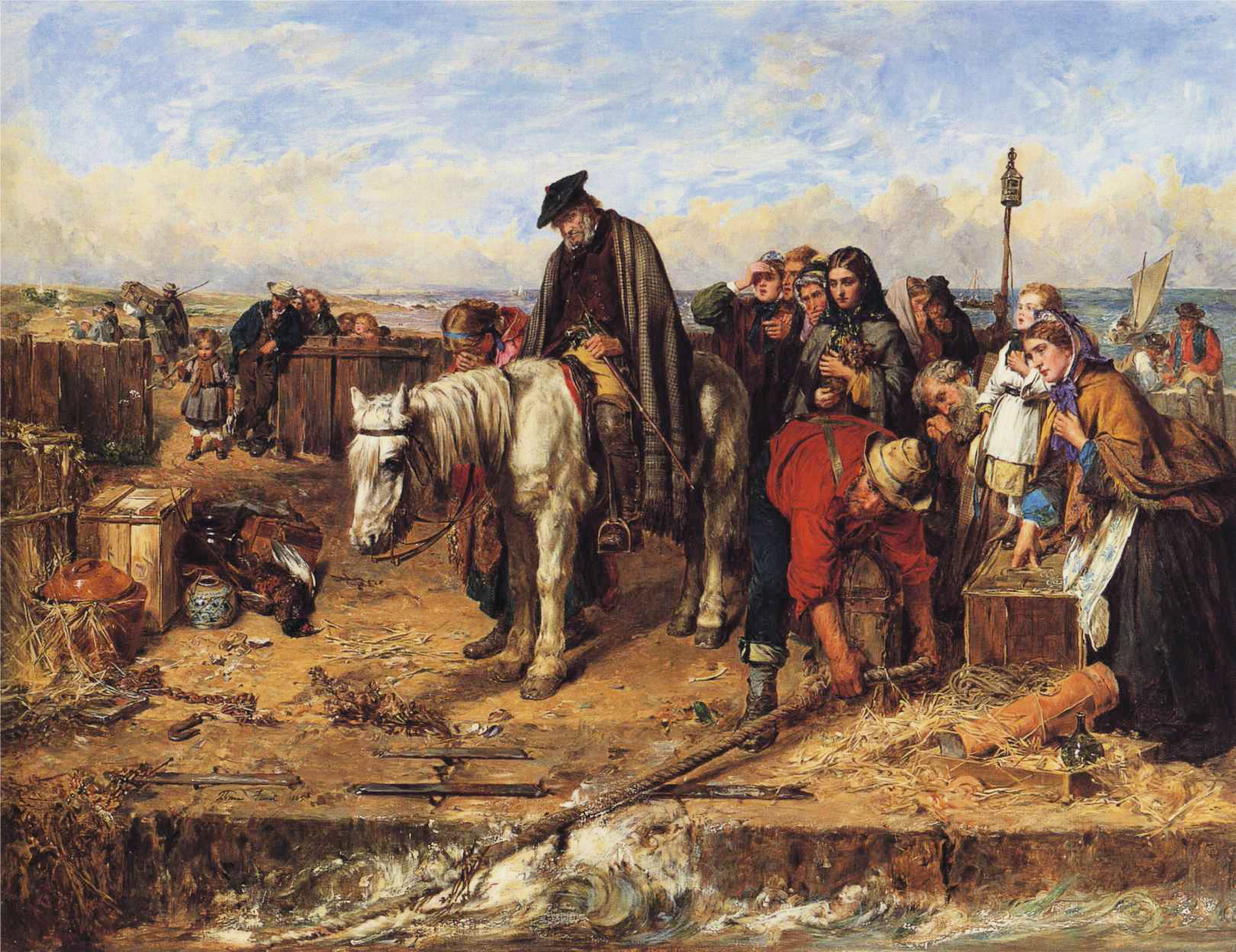
The Last of the Clan